# EcoRI
EcoRI és un enzim endonucleasa de restricció aïllat de l'espècie E. coli. La part Eco del seu nom prové de l'espècie de la qual va ser aïllat, mentre que la R fa referència a la soca bacteriana en particular, en aquest cas, RY13. L'última part del nom, I, denota que va ser el primer enzim aïllat d'aquesta soca. EcoRI és un enzim de restricció que escindeix ADN bicatenari a llocs específics. És també una part del sistema de restricció-modificació.
En biologia molecular es fa servir com a enzim de restricció. EcoRI crea finals cohesius (sticky ends) en l'extrem 5' de cinc nucleòtids amb la seqüència AATT que en sobresurt. La seqüència de reconeixement de l'àcid nucleic on l'enzim talla l'ADN és G|AATTC, el qual té una seqüència palindromic complementària CTTAA|G. La | en la seqüència indica quin enllaç fosfodièster trencarà l'enzim en la molècula d'ADN. Altres enzims de restricció, depenent del seu llocs de tall, també poden deixar finals cohesius en l'extrem 3' o finals roms (sense un extrem sobresortint).

Lloc de reconeixement dEcoRI amb el patró de tall indicat per una línia verda.

## Estructura

### Estructura primària
EcoRI conté el motiu PD..D/EXK en el seu lloc actiu com molts altres enzims de restricció.

### Estructura terciària i quaternària
L'enzim és un homodímer de dues subunitats de 31 kD cada una de les quals consisteix d'un domini globular d'arquitectura α/β. Cada subunitat conté un bucle que sobresurt del domini globular i s'embolica al voltant de l'ADN quan s'hi uneix.
EcoRI Ha estat cocristal·litzat amb la seqüència que normalment talla. Aquesta estructura cristal·lina es va fer servir per solucionar l'estructura del complex 1QPS. L'estructura cristal·lina solucionada mostra que les subunitats de l'enzim homodímer interaccionen amb l'ADN de manera simètrica. En el complex, dues hèlixs alfa de cada subunitat s'ajunten per formar un feix de quatre hèlixs. En les hèlixs que interaccionen hi ha residus Glu144 i Arg145, els quals interaccionen junts, formant un anell que es creu per permet la comunicació entre els dos llocs actius de l'enzim.

## Usos
Els enzims de restricció, com l'EcoRI, es fan servir en una àmplia varietat de tècniques de genètica molecular que inclouen el clonatge, l'exploració d'ADN i l'eliminació de seccions d'ADN in vitro. Els enzims de restricció, que generen finals cohesius d'ADN es fan servir sovint per tallar ADN en el pas previ a l'lligació perquè els finals cohesius augment l'eficàcia d'aquest procés. Depenent de les condicions de la reacció, l'EcoRI pot tallar l'ADN de manera no específica, és el que, en anglès, s'anomena star activity (literalment, activitat estrella). Les condicions que poden induir l'star activity quan es fa servir EcoRI inclouen concentració baixa de sals, concentració alta de glicerol, quantitats excessives d'enzim en la reacció, pH alt i contaminació amb certs solvents orgànics.